# Catherine Sayn-Wittgenstein
Catherine Sayn-Wittgenstein est une femme ayant appartenu à une famille de la noblesse allemande, les zu Sayn-Wittgenstein. Elle a écrit un journal intime parallèlement aux événements de la Première Guerre mondiale et de la Révolution russe. Elle est née en 1895 à Starostintse et morte en 1983 à Vienne, en exil.
Sa petite-fille Vera Michalski-Hoffmann a traduit et édité son journal de 1914-1919, sous le titre La Fin de ma Russie, aux éditions Noir sur Blanc en 1990.

## Biographie
Catherine Sayn-Wittgenstein est née en 1895 à Starostintse et morte en 1983 à Vienne. Elle est la quatrième enfant du prince Nicolas Sayn-Wittgenstein. Elle est marquée dans sa jeunesse par la lecture du roman Les Trois Mousquetaires.
En 1917, elle est « infirmière bénévole auprès des soldats blessés ».

Elle fuit la Russie avec sa famille après la destruction de leur maison par les bolcheviks. Elle se réfugie en Roumanie et emporte avec elle les tomes II à IV de son journal, couvrant 1914-1919 et qui sera publié à la suite d'un appel d'Alexandre Soljenitsyne en 1975. Le tome I est resté à Kiev et a visiblement disparu. Soljenitsyne, après lecture du Journal, exprime son admiration pour Catherine Sayn-Wittgenstein, dans une lettre datée du 6 mai 1982 : 
« Vous étiez vraiment une jeune fille perspicace, dès la mi-mai 1917, à Petrograd, vous avez exprimé l'essentiel de ce qui m'est apparu après les huit volumes de mon récit... »
Elle se marie avec le comte André Razumovsky.

## Journal 1914-1919
Après un appel de l'écrivain Alexandre Soljenitsyne aux « émigrés russes afin qu'ils transmettent leurs souvenirs », le journal intime de Catherine Sayn-Wittgenstein est sorti d'un tiroir en 1975 et préparé pour la publication. Il couvre la période 1914-1919, soit la Première Guerre mondiale et la Révolution russe. Sa famille appartenant à la noblesse allemande est forcée de fuir les bolcheviks, et Catherine Sayn-Wittgenstein compare le sort de l'aristocratie russe à celui de l'aristocratie française lors de la Révolution française.
Claire Hauchard, spécialiste de littérature russe, note que dans ce journal, « on y sent le même désespoir [que dans les Jours maudits d'Ivan Bounine], la même impuissance et la même rage devant la destruction violente et irrévocable de tout un passé chéri ». L'auteur du journal reproche également à sa classe de ne pas s'être préoccupée du peuple, avant la révolution.
La traduction française a été faite depuis l'allemand par l'éditrice et petite-fille de l'auteur, Vera Michalski-Hoffmann. Elle est publiée en 1990 et reprise en 2007 au format poche.

## Œuvre
- Catherine Sayn-Wittgenstein (trad. Vera Michalski-Hoffmann, préf. Maria Razumovski), La Fin de ma Russie : Journal 1914-1919, Paris, Phébus, coll. « Libretto », 2007, 395 p. (ISBN 978-2-7529-0295-5).